# Odbitka fotograficzna

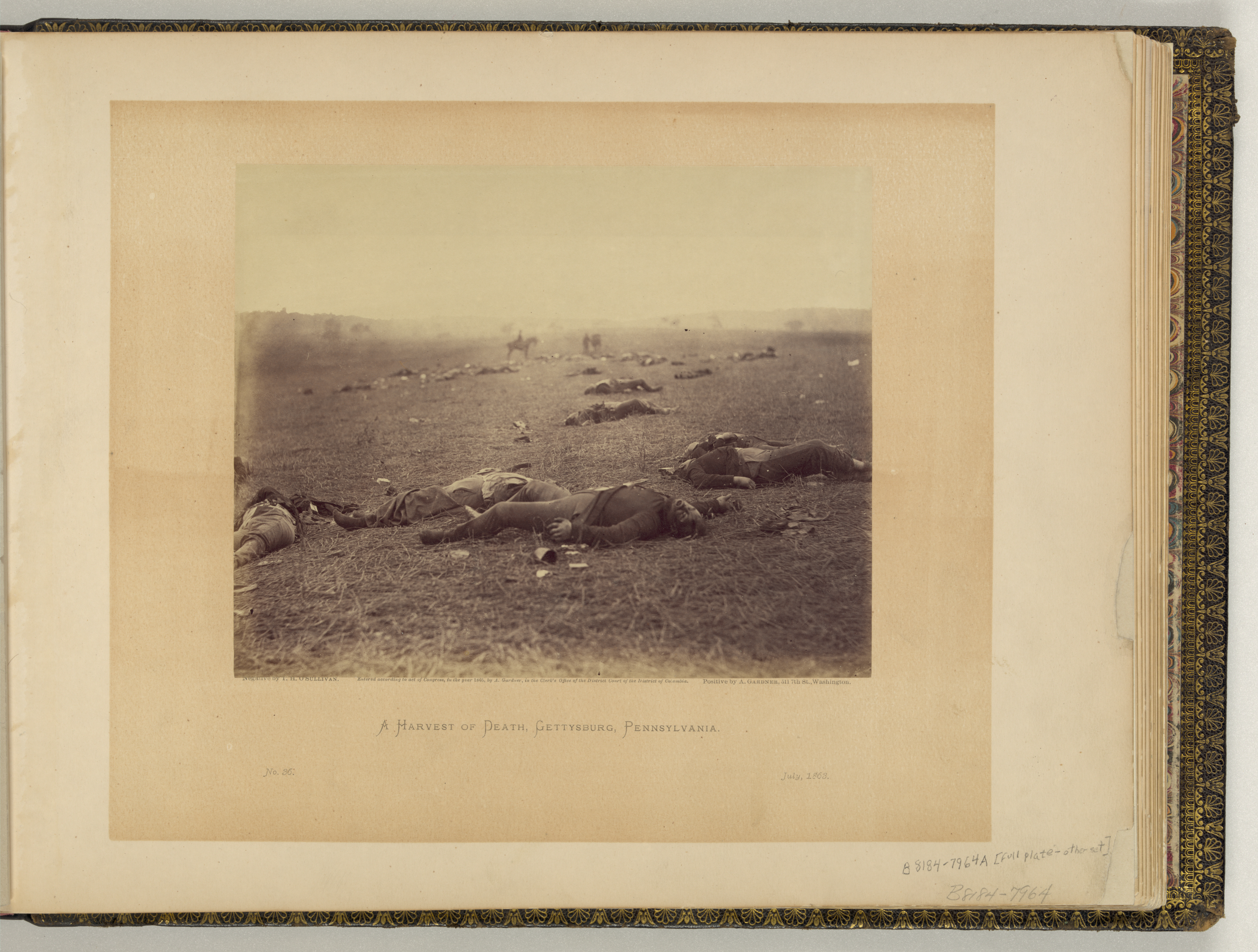
Timothy H. O’Sullivan, Żniwo śmierci, odbitka albuminowa naklejona na kartę albumu, 1863

Odbitka fotograficzna – papierowy pozytyw uzyskany poprzez naświetlenie papieru światłoczułego za pomocą powiększalnika, minilabu, naświetlarki lub stykowo z negatywu lub diapozytywu.